# 沪西清真寺
沪西清真寺是伊斯蘭教在中國上海的一座清真寺，曾搬遷。
1914年，中華民國湖北、山東、河南、安徽的穆斯林貧民來到上海公共租界做工，居於小沙渡路（1943年汪精衛易名西康路至今）一帶，湖北穆斯林在藥水弄設立臨時禮拜堂。1922年藥水弄內建成清真寺，初名為小沙渡回教堂，後更名藥水弄回教堂，捐助者包括富商金质庵、马乙棠、蒋星阶与上海清真董事會。中華民國抗日戰爭後，1945年清真寺重修，並更名為滬西清真寺，主持重修者包括中国驻埃及公使馆秘书馬天英（山東回族）。
文革上海期間此寺廟遭遇不詳，1979年才得以恢復宗教工作。1990年，清真寺因藥水弄（西康路）區域舊區改造而搬遷，今址位於中華人民共和國上海市普陀區常德路。1992年4月，搬遷後重建的清真寺落成，名稱仍為滬西清真寺。

## 历任教长
历任教长有马少山、马国兴、撒焕亭、买俊三、王笃生、张朝真、马人斌、沙春华。1992年起，白润生任沪西清真寺教长，杨振华任该寺管理委员会主任。